# Luperosaurus sorok
Espèce
Luperosaurus sorok est une espèce de geckos de la famille des Gekkonidae.

## Répartition
Cette espèce est endémique du Sabah en Malaisie.

## Publication originale
- Das, Lakim & Kandaung, 2008 : New species of Luperosaurus (Squamata: Gekkonidae) from the Crocker Range Park, Sabah, Malaysia (Borneo). Zootaxa, n. 1719, p. 53-60.